# Hermenegild von Francesconi
Hermenegild von Francesconi (9. října 1795 Benátky – 8. června 1862 Benátky) byl italský železniční inženýr.

## Život
Hermenegild Daniel von Francesconi se narodil v bohaté rodině Francesconiů, syn Giovanni Battisty (zemřel 1822) a Cateriny Carolli. Dědeček Lorenzo a bratr Giovani Battista (notář) vedli velkou společnost Mocenigo San Stae.
Hermenegild Daniel von Francesconi po vystudování v Padově pod vedením svého strýce Daniela, profesora univerzity, nastoupil v roce 1811 do vojenské dělostřelecké a ženijní školy v Modeně, kterou ukončil v roce 1815 v hodnosti  ženijního podporučíka. Pak pět let působil v důstojnickém sboru habsburské armády, v roce 1818 byl povýšen do hodnosti poručíka. Pracoval na mnoha fortifikačních zařízeních (pevnostech), zejména v Rastadtu.
V roce 1820 se vrátil na výzvu svého otce aby pomohl v řízení společnosti Mocenigo. 1820 se oženil s baronkou Leopoldine Faes von Tiefenthal, z jejich svazku se narodily tři dcery Maria, Elisa, a Teresa. Hermenegild von Francesconi od roku 1822 pracoval na stavebním úřadě v Benátkách.
Nejdříve se věnoval výstavbě silnic. V letech 1823–1830 společně s Giuseppe Malvoltim rekonstruovali silnici do Alemagna (dnešní La strada statale 51 di Alemagna (SS 51) z San Vendemiano do Dobbiaco).
V roce 1827 byl jmenován generálním inspektorem pro Friuli a o dva roky později pro úsek mezi Udine a Pontebba. V letech 1839–1841 vystavěl silnici Semmering. V roce 1829 byl jmenován dvorním architektem. Podílel se na regulaci Dunaje ve Vídni, Bratislavě a Budapešti. Přispěl k zlepšení přístavů v Terstu, Benátkách a v Rijece.
V roce 1836 byl pověřen vedením výstavby Severní dráhy císaře Ferdinanda (SDF). Stál v čele technické sekce ředitelství společnosti.
V roce 1842 se stal generálním ředitelem rakouských drah. V letech 1848 –1862 působil jako generální inspektor SDF.
V roce 1847 byl nobilitován.
Od roku 1858 pobýval ve svém rodném domě, kde zemřel v roce 1862.